# Менкошин
Менкошин (пол. Miękoszyn) — село в Польщі, у гміні Насельськ Новодворського повіту Мазовецького воєводства.
Населення — 256 осіб (2011).
У 1975-1998 роках село належало до Цехановського воєводства.

## Демографія
Демографічна структура станом на 31 березня 2011 року:
|          | Загалом | Допрацездатний вік | Працездатний вік | Постпрацездатний вік |
| -------- | ------- | ------------------ | ---------------- | -------------------- |
| Чоловіки | 136     | 30                 | 98               | 8                    |
| Жінки    | 120     | 28                 | 75               | 17                   |
| Разом    | 256     | 58                 | 173              | 25                   |